# Anhanguera (pterosaurio)
Anhanguera (del tupí «diablo viejo») es un género de pterosaurios pterodactiloideos conocidos por la formación brasileña de Santana del Cretácico inferior (Aptiense). El descubrimiento de este pterosaurio ayudó a finalizar el debate sobre si los pterosaurios caminaban a dos o cuatro patas.

## Descripción
Los Anhanguera eran criaturas piscívoras, como indican sus dientes, y buenas voladoras, con una envergadura de alas de entre 4 y 5 m por solo uno y medio de alto, lo que los convertía en unos de los mayores pterosaurios de la época. Tenían una pequeña cresta redondeada en la parte frontal de sus mandíbulas que le daban un aspecto característico.

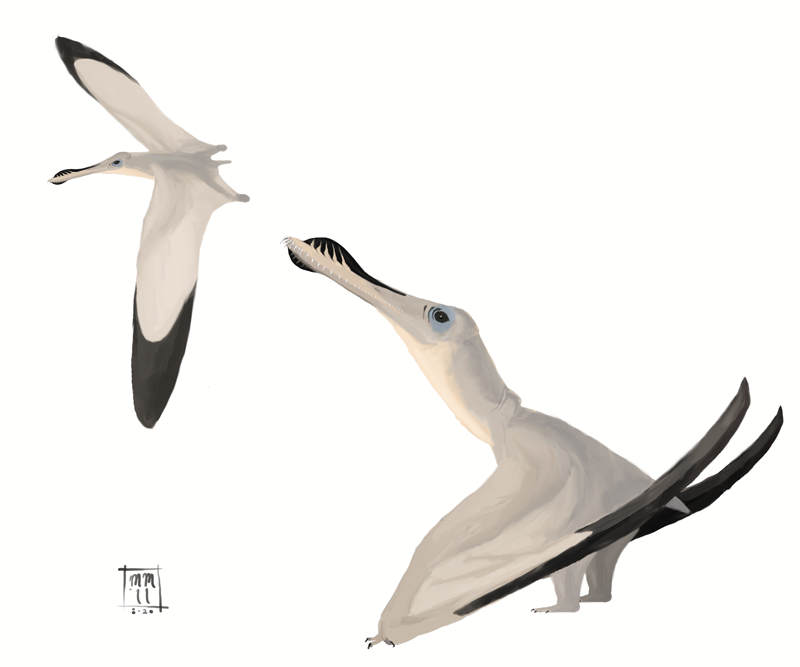
Restauración en vida de A. blittersdorffi

## Taxonomía
Estos pterosaurios están cercanamente emparentados con el ornitoqueiro, y pertenecen a su misma familia Ornithocheiridae en una subfamilia propia, Anhanguerinae, que también incluye al Ludodactylus.
Hay varias especies de Anhanguera reconocidas con una amplia distribución. A. santanae y A. blittersdorfi se conocen por varios fósiles fragmentarios que incluyen esqueletos de la formación Santana de Brasil. A. cuvieri y A. fittoni, que inicialmente se habían descrito pertenecientes al género Pterodactylus y posteriormente a Ornithocheirus, son de un periodo un poco posterior al (Albiense) en Inglaterra, mientras que fragmentos de un pterosaurio que puede atribuirse a Anhanguera se han encontrado en Queensland, Australia. La especie anteriormente conocida como A. piscator ha sido incluida en un género diferente, Coloborhynchus (Veldmeijer, 2003).

### Lista de especies y sinónimos
Las especies que han sido asignadas al género Anhanguera por varios científicos desde 2000 incluyen:

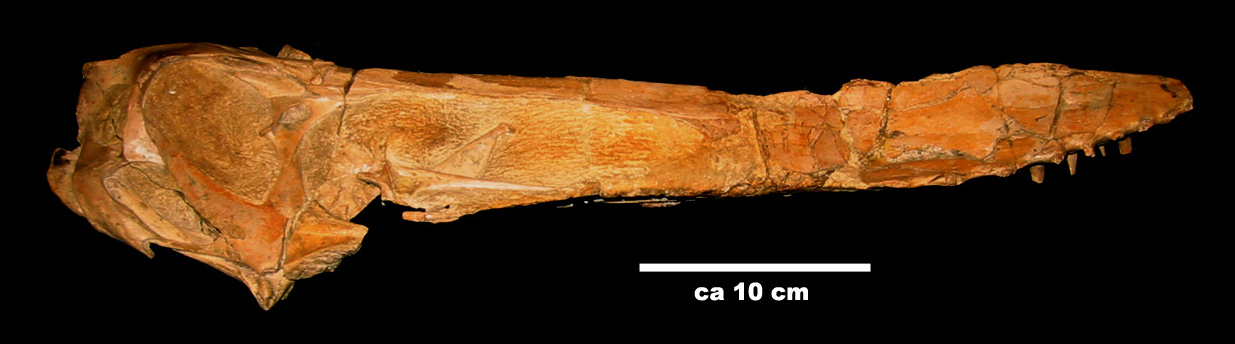
Cráneo preservado en tres dimensiones de A. santanae

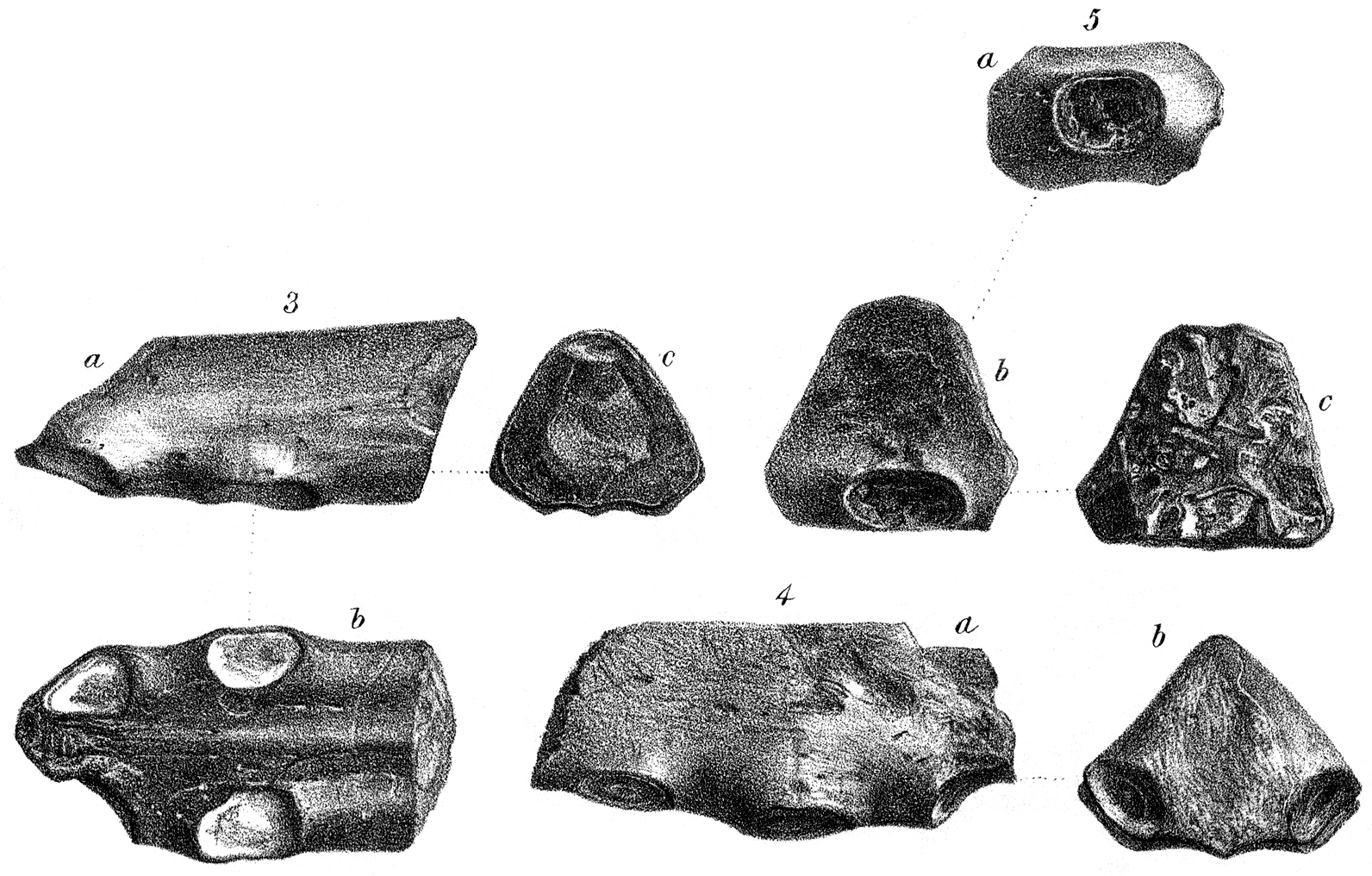
Fragmentos de la mandíbula de A. fittoni en múltiples vistas

- A. cuvieri (Bowerbanks 1851) = Ornithocheirus cuvieri = Pterodactylus cuvieri Bowerbank 1851
- A. fittoni (Owen 1858) = Pterodactylus fittoni Owen 1858
- ?A. araripensis[1] (Wellnhofer 1985) = Santanadactylus araripensis Wellnhofer 1985 [también clasificado como Coloborhynchus]
- A. blittersdorffi Campos & Kellner 1985 especie tipo [también clasificado como Coloborhynchus]
- A. santanae (Wellnhofer 1985) = Araripesaurus santanae Wellnhofer 1985
- ?A. robustus (Wellnhofer 1987) = Tropeognathus robustus Wellnhofer 1987 [también clasificado como Coloborhynchus]
- ?A. ligabuei (Dalla Vecchia 1993) = Cearadactylus ligabuei Dalla Vecchia 1993 [también clasificado como Coloborhynchus o Cearadactylus]
- ?A. piscator Kellner & Tomida 2000 [también clasificado como Coloborhynchus]
- ?A. spielbergi[1] Veldmeijer 2003 [también clasificado como Coloborhynchus]

## Anatomía
Un estudio de 2003 afirma que los Anhanguera mantenían su cabeza inclinada respecto a la horizontal, según muestra la estructura de su oído interno, que ayudaba al animal a mantener el equilibrio de forma similar a como ocurre en los humanos.